# The Good, the Bad and the Ugly (soundtrack)
The Good, the Bad and the Ugly (Italiaans: Il buono, il brutto, il cattivo) is de originele soundtrack, gecomponeerd door Ennio Morricone voor de film The Good, the Bad and the Ugly uit 1966 van Sergio Leone. Het album werd uitgebracht in 1966 door Eureka en werd kort daarna internationaal uitgebracht door United Artists Records.
Het album stond meer dan een jaar in de Amerikaanse hitlijsten en bereikte nummer 4 in de Billboard 200. In 2008 was de partituur te zien in het Grammy Museum at L.A. Live.
Het album werd geremasterd en opnieuw uitgebracht op 18 mei 2004 door Capitol Records, met tien extra muzikale cues uit de film. Een Europese release van GDM Music in 2001 bevat nog meer muziek, met een speelduur van 59:30.

## Tracklijst
Alle nummers geschreven door Ennio Morricone.

| 1.                 | The Good, the Bad and the Ugly (main title) | 2:38 |
| 2.                 | The Sundown                                 | 1:12 |
| 3.                 | The Strong                                  | 2:20 |
| 4.                 | The Desert                                  | 5:11 |
| 5.                 | The Carriage of the Spirits                 | 2:06 |
| 6.                 | Marcia                                      | 2:49 |
| 7.                 | The Story of a Soldier                      | 3:50 |
| 8.                 | Marcia Without Hope                         | 1:40 |
| 9.                 | The Death of a Soldier                      | 3:05 |
| 10.                | The Ecstasy of Gold                         | 3:22 |
| 11.                | The Trio (main title)                       | 5:00 |
| Totale duur: 33:13 |                                             |      |

| 1.                 | Il Buono, Il Cattivo, Il Brutto (Titoli) | 2:38 |
| 2.                 | Il Tramonto                              | 1:14 |
| 3.                 | Sentenza (*)                             | 1:39 |
| 4.                 | Fuga A Cavallo (*)                       | 1:05 |
| 5.                 | Il Ponte Di Corde (*)                    | 1:51 |
| 6.                 | Il Forte                                 | 2:19 |
| 7.                 | Inseguimento (*)                         | 2:22 |
| 8.                 | Il Deserto                               | 5:14 |
| 9.                 | La Carrozza Dei Fantasmi                 | 2:06 |
| 10.                | La Missione San Antonio (*)              | 2:13 |
| 11.                | Padre Ramirez (*)                        | 2:36 |
| 12.                | Marcetta                                 | 2:49 |
| 13.                | La Storia Di Un Soldato                  | 5:30 |
| 14.                | Il Treno Militare (*)                    | 1:22 |
| 15.                | Fine Di Una Spia (*)                     | 1:12 |
| 16.                | Il Bandito Monco (*)                     | 2:43 |
| 17.                | Due Contro Cinque (*)                    | 3:45 |
| 18.                | Marcetta Senza Speranza                  | 1:48 |
| 19.                | Morte Di Un Soldato                      | 3:07 |
| 20.                | L'Estasi Dell'Oro                        | 3:23 |
| 21.                | Il Triello (*) (**)                      | 7:14 |
| Totale duur: 59:30 |                                          |      |

| 1.                 | Il Buono, Il Cattivo, Il Brutto (The Good, the Bad and the Ugly) (main title) (2004 digital remaster) | 2:41 |
| 2.                 | Il Tramonto (The Sundown) (2004 digital remaster)                                                     | 1:15 |
| 3.                 | Sentenza                                                                                              | 1:41 |
| 4.                 | Fuga A Cavallo                                                                                        | 1:07 |
| 5.                 | Il Ponte Di Corde                                                                                     | 1:51 |
| 6.                 | Il Forte (The Strong) (2004 digital remaster)                                                         | 2:22 |
| 7.                 | Inseguimento                                                                                          | 2:25 |
| 8.                 | Il Deserto (The Desert) (2004 digital remaster)                                                       | 5:16 |
| 9.                 | La Carrozza Dei Fantasmi (The Carriage of the Spirits) (2004 digital remaster)                        | 2:09 |
| 10.                | La Missione San Antonio                                                                               | 2:15 |
| 11.                | Padre Ramirez                                                                                         | 2:36 |
| 12.                | Marcetta (Marcia) (2004 digital remaster)                                                             | 2:52 |
| 13.                | La Storia Di Un Soldato (The Story of a Soldier) (2004 digital remaster)                              | 3:53 |
| 14.                | Il Treno Militare                                                                                     | 1:25 |
| 15.                | Fine Di Una Spia                                                                                      | 1:16 |
| 16.                | Il Bandito Monco                                                                                      | 2:45 |
| 17.                | Due Contro Cinque                                                                                     | 3:46 |
| 18.                | Marcetta Senza Speranza (Marcia Without Hope) (2004 digital remaster)                                 | 1:40 |
| 19.                | Morte Di Un Soldato (The Death of a Soldier) (2004 digital remaster)                                  | 3:08 |
| 20.                | L'Estasi Dell'Oro (The Ecstasy of Gold) (2004 digital remaster)                                       | 3:23 |
| 21.                | Il Triello (The Trio - main title) (2004 digital remaster)                                            | 5:02 |
| Totale duur: 53:03 | |      |

(*) nummers die nog niet eerder zijn uitgebracht op het originele album uit 1966.
(**) dit nummer is uitgebreid en bevat muziek die voorheen alleen te horen was in de filmversie van dit stuk, namelijk het originele einde. Het laatste deel van dit nummer is in mono.

## Personeel
- Ennio Morricone – componist
- Bruno Nicolai – dirigent
- Unione Musicisti di Roma – orkest
- I Cantori Moderni di Alessandroni – koor
- Edda Dell'Orso, Franco Cosacchi, Nino Dei, Enzo Gioieni, Gianna Spagnulo – zang
- Alessandro Alessandroni – fluiten
- Italo Cammarota – arghilofono
- Nicola Samale – fluit
- E. Wolf Ferrari - Engelse hoorn
- Michele Lacerenza, Francesco Catania – trompet
- Pino Rucher – elektrische gitaar
- Bruno Battisti D'Amario - klassieke gitaar
- Franco De Gemini – mondharmonica
- Pierino Munari – percussie

## Hitnoteringen

### NPO Klassiek Filmmuziek Top 200
| The Good, the Bad and the Ugly in de NPO Klassiek Filmmuziek Top 200 | The Good, the Bad and the Ugly in de NPO Klassiek Filmmuziek Top 200 | The Good, the Bad and the Ugly in de NPO Klassiek Filmmuziek Top 200 | The Good, the Bad and the Ugly in de NPO Klassiek Filmmuziek Top 200 | The Good, the Bad and the Ugly in de NPO Klassiek Filmmuziek Top 200 | The Good, the Bad and the Ugly in de NPO Klassiek Filmmuziek Top 200 | The Good, the Bad and the Ugly in de NPO Klassiek Filmmuziek Top 200 | The Good, the Bad and the Ugly in de NPO Klassiek Filmmuziek Top 200 | The Good, the Bad and the Ugly in de NPO Klassiek Filmmuziek Top 200 | The Good, the Bad and the Ugly in de NPO Klassiek Filmmuziek Top 200 | The Good, the Bad and the Ugly in de NPO Klassiek Filmmuziek Top 200 |
| Jaar                                                                 | 2016                                                                 | 2017                                                                 | 2018                                                                 | 2019                                                                 | 2020                                                                 | 2021                                                                 | 2022                                                                 | 2023                                                                 | 2024                                                                 | 2025                                                                 |
| -------------------------------------------------------------------- | -------------------------------------------------------------------- | -------------------------------------------------------------------- | -------------------------------------------------------------------- | -------------------------------------------------------------------- | -------------------------------------------------------------------- | -------------------------------------------------------------------- | -------------------------------------------------------------------- | -------------------------------------------------------------------- | -------------------------------------------------------------------- | -------------------------------------------------------------------- |
| Positie                                                              | 17                                                                   | 6                                                                    | 13                                                                   | 11                                                                   | 7                                                                    | 7                                                                    | 4                                                                    | 3                                                                    | 5                                                                    | 7                                                                    |